# Rivière Assinica
Pour les articles homonymes, voir Assinica.
La rivière Assinica est un affluent de la rivière Broadback laquelle coule vers l'ouest jusqu'à la baie de Rupert, au sud de la baie James. La rivière Assinica coule dans la municipalité de Eeyou Istchee Baie-James, dans la région administrative du Nord-du-Québec, au Québec, au Canada.
Le groupe de lacs de tête de la rivière Assinica est composé des lacs : Assinica, Comencho, Waposite, Cachisca et Opataca. La foresterie constitue la principale activité économique du secteur. Les activités récréotouristiques arrivent en second.
La plus proche route forestière est située à 60,6 km au sud-est du lac, soit la route contournant par le nord le mont Opémisca ; cette route rejoint vers le sud la route 113 (reliant Lebel-sur-Quévillon et Chibougamau) et le chemin de fer du Canadien National.
La surface de la rivière Assinica est habituellement gelée du début novembre à la mi-mai, toutefois la circulation sécuritaire sur la glace se fait généralement de la mi-novembre à la mi-avril.

## Géographie
Les bassins versants voisins de la rivière Assinica sont :
- Côté nord : rivière Broadback, lac Deriares, lac Camousitchouane ;
- Côté est : rivière Broadback, lac Assinica, lac Labeau, lac Troilus, lac Frotet, lac Mistassini ;
- Côté sud : lac Assinica, lac Comencho, lac Capichigamau ;
- Côté ouest : ruisseau Lucky Strike, rivière Broadback, lac Evans, rivière Nipukatasi.

Le lac Assinica (altitude : 359 m) constitue le lac de tête de la rivière Assinica. L'embouchure du lac est situé au nord-ouest.
À partir de l'embouchure de ce lac, la rivière Assinica coule sur 59,2 km selon les segments suivants :
- 25,1 km vers l'ouest en traversant plusieurs rapides, puis les lacs Trépezet (altitude : 342 m), Thiballier (altitude : 339 m) et Boissy (altitude : 319 m) ; sur ce segment, la rivière recueille du côté sud la décharge du lac Triat, ainsi que la décharge du lac La Chevardière et le lac Lafargue ;
- 15,8 km vers le nord en traversant un lac sans nom et en recueillant les eaux de la décharge du lac Sirmac, venant de l'est ;
- 5,9 km vers l'ouest en traversant plusieurs rapides jusqu'à la décharge du Ruisseau Lucky Strike ;
- 12,4 km vers le nord-est traversant plusieurs rapides au début de ce segment, jusqu'à son embouchure.

La rivière Assinica se déverse sur la rive sud de la rivière Broadback, dans un coude de la rivière, en une zone d'archipel. Cette embouchure est située à :
- 98,6 km à l'est de l'embouchure du lac Evans, lequel est traversé par la rivière Broadback ;
- 241,4 km à l'est de la confluence de la rivière Broadback, avec la Baie de Rupert ;
- 122,4 km au nord-ouest du centre-ville de lac Chibougamau ;
- 108,6 km à l'ouest du lac Mistassini ;
- 24,5 km au nord-ouest du lac Assinica[2].

## Toponymie
D'origine crie, cet hydronyme signifie "rivière remplie de pierres".
Le toponyme rivière Assinica a été officialisé le 5 décembre 1968 à la Commission de toponymie du Québec.